# Мир Бобби
«Мир Бобби» (англ. Bobby's World) — американский мультсериал Тома Татарановича. Впервые был показан в 1990 году. С 1990 по 1998 год транслировался на канале Fox Kids. С 1998 по 2001 год транслировался на канале Fox Family. В 1995 году была выпущена игра «Bobby’s World» на основе мультсериала. Дважды номинировался на премию «Эмми» — в 1994 и в 1998 году.

## История
Мультсериал был придуман канадским актером-комиком Хоуи Мэнделом. Мэндел также озвучивал Бобби и его папу Говарда (который выглядит как карикатура Мэндела на самого себя). Мультсериал создан Film Roman Productions для Alevy и Fox Kids Productions. Саундтрек к мультсериалу был написан Джоном Тешем и Майклом Ханна.
Характер Бобби взят из «Мэндел стенд-ап камеди шоу». Характер Бобби и концепция шоу придуманы по мотивам детства актера Роберта Де Ниро.

## Сюжет
Мультсериал показывает жизнь шестилетнего мальчика Бобби с богатым воображением. Все что ему кажется непонятным, он представляет в своих фантазиях. Мир этого мальчика — это волшебный сказочный мир детства, называется «Бобби Ланд», яркое и счастливое очарованное место, где он может летать, петь, танцевать, играть и веселиться, так как у него захватывающие приключения происходят каждый день.

## Роли озвучивали
- Хоуи Мэндел
- Деби Дерриберри
- Тино Инсана
- Чарити Джеймс
- Кэти Ли
- Гэйл Маттиус
- Эди МакКлёрг
- Кевин Майклс
- Фрэнк Уэлкер
- Нэнси Картрайт

## Персонажи
- Бобби Дженерик (англ. Bobby Generic) — главный герой, маленький мальчик с богатым воображением. Очень честен и смел, но несколько стеснителен. Знает каратэ и умеет играть на аккордеоне. Носит футболку несколько меньшего размера, чем надо, также отличается крупными синими кедами.
- Говард Дженерик (англ. Howard Generic) — папа Бобби, работает в некой крупной компании. В одной из серий благодаря сыну получает повышение.
- Марта Дженерик (англ. Marta Generic) — мама Бобби, заботливая и ласковая домохозяйка. Обожает своих детей и всегда успокаивает Бобби. В одной из серий забеременела и родила мальчиков-близнецов, за которыми Бобби периодически присматривает.
- Келли Дженерик (англ. Kelly Generic) — пятнадцатилетняя сестра Бобби. Одета в стиле, напоминающем панк. Довольно истеричная и вздорная, но хорошо относится к Бобби и часто даёт ему советы.
- Деррик Дженерик (англ. Derrick Generic) — одиннадцатилетний брат Бобби, с которым у него своеобразная вражда.
- Тетя Рут (англ. Aunt Ruth) — тетя Бобби и сестра Марты. Обожает дёргать его за щёки. Также умеет играть на аккордеоне, исполнила песню на дне рождения племянника.
- Дядя Тед (англ. Uncle Ted) — дядя Бобби и брат Марты и Рут. Обожает племянника и часто за ним присматривает. Довольно беззаботен и прожорлив. В одной из серий переоделся в старушку, когда Марта не дала ему присмотреть за Бобби, и был разоблачён далеко не быстро.
- Роджер (англ. Roger) — собака семьи Дженериков, довольно крупный и весёлый. В общем-то является псом Бобби, поскольку именно с ним чаще всего проводит время.
- Джордж (англ. George) — «самый крутой парень в школе», по выражению Келли. В одной из серий Бобби умудрился подружиться с ним и даже наладить личную жизнь сестры. Появляется в нескольких эпизодах, однако не совсем ясно, является ли он «постоянным» парнем Келли.
- Джеки (англ. Jackie) — подружка Бобби, влюблённая в него. Всякий раз, когда она его целует, Бобби морщится. А вот её объятия Бобби любит.

## Список серий
- Список серий мультсериала «Мир Бобби»